# 僕が歌う理由
『僕が歌う理由』（ぼくがうたうわけ）はCALLのセカンド・アルバムである。1996年3月21日にソニー・ミュージックエンタテインメント/HIT STREETよりリリースされた。
この項目では2014年に復刻された『僕が歌う理由+5』も合わせて記述する。

## 解説
男性デュオのCALL（櫻井茂雄、小林基弘）のセカンド・アルバムであり、1996年3月30日『JAPANESE DREAM』スーパーグランプリの回の出演時に活動休止宣言によって、最後のオリジナル・アルバムとなった。
3rdシングル「SOMEDAY」と1996年12月『JAPANESE DREAM』スーパーグランプリを獲得した4thシングル「Pure」が「Album version」として収録されている。「Pure」と「心の翼」は櫻井のソロ名義『SAKU』のTricycle ENTERTAINMENT /ビクターエンタテインメント株式会社から2001年3月23日発売した『Here and Now』に再収録されている。
今作品のジャケットには、CALL以外にもOzと言うユニットもブックレットの写真に参加している。

### 『僕が歌う理由+5』
2014年5月31日の公式HPの告知から、このアルバムが2014年10月30日に4曲追加込みで復刻となった。特典は「Blu-spec CD2」「ボーナス・トラックを5曲収録」「『IN MY STYLE +4』『僕が歌う理由+5』W購入特典：アーティスト直筆サイン色紙」。

### OZ
- 本島一弥 - ギター
- 板垣慎 - ベース
- 岩崎琢 - キーボード、ピアノ
- 松本靖夫 - ドラム、パーカッション

## 収録曲
1. SOMEDAY 【4:37】
  - 作詞: 櫻井茂雄、作曲: 櫻井茂雄、編曲: CALL・岩崎琢
  - テレビ朝日『ビートたけしのTVタックル』エンディングテーマ
2. 二人の丘 【4:48】
  - 作詞: 小林基弘、作曲: 櫻井茂雄、編曲: CALL・岩崎琢
3. 冬の情景(1) 【5:37】
  - 作詞: 櫻井茂雄、作曲: 櫻井茂雄、編曲: CALL・岩崎琢
4. Route 20 【4:37】
  - 作詞: 櫻井茂雄、作曲: 櫻井茂雄、編曲: CALL・岩崎琢
5. 心の翼（Album version） 【4:54】
  - 作詞: 櫻井茂雄、作曲: 櫻井茂雄、編曲: CALL・岩崎琢
  - OVA『特務戦隊シャインズマン』エンディングテーマ曲
6. 君らしく笑ってよ  【4:50】
  - 作詞: 櫻井茂雄、作曲: 櫻井茂雄、編曲: CALL・岩崎琢
7. 君だけは離せない 【6:05】 
  - 作詞: 小林基弘、作曲: 小林基弘、編曲: CALL・岩崎琢
8. Pure（Album version） 【5:14】
  - 作詞: 櫻井茂雄、作曲: 櫻井茂雄、編曲: CALL・岩崎琢
  - テレビ東京『ニュース THIS EVENING』エンディングテーマ曲
9. もう一度微笑んで 【5:00】
  - 作詞: 櫻井茂雄、作曲: 櫻井茂雄、編曲: CALL・岩崎琢
10. 秋風の中で 【3:52】
  - 作詞: 櫻井茂雄、作曲: 櫻井茂雄、編曲: CALL&Oz

### 『僕が歌う理由+5』のみの追加
Bonus Tracks
11.SOMEDAY（Single Version）
12.もう一度微笑んで（Single Version）
13.心の翼（Single Version）
14.SOMEDAY（オリジナル・カラオケ）
15.Pure（オリジナル・カラオケ）